# Бєляк Олександр Сергійович
Олександр Бєляк — український кінорежисер, кінопродюсер, кіносценарист та актор. Член Української кіноакадемії. Серед найвідоміших режисерських робіт комедійні фільми «Конкурсант. Смертоносне шоу» (2016) та «СОТКА» (2018). Член Української кіноакадемії (2017).

## Біографія
Олександр Бєляк народився 12 жовтня 1978 року в Одесі. У 2000 році закінчив економічний факультет в ОДАБА, та 13 років займався маркетингом в українських компаніях.
У 2013 році зайняв посаду виконавчого продюсера у компанії «SREDA FETISOV FILMS» Олександра Цекало і Глеба Фетісова, та у перше професійно розпочав працю у кінематографі. У 2013 році Олександр займався прокатною і маркетинговою кампаніями фільму «У спорті тільки дівчата», та вже у 2014 році зняв свою першу короткометражну стрічку «Не спати! або шкільний день бабака». Також у 2014 році взяв участь в роботі над фільмом «Ти мене кохаєш?», режисера Юлії Курбатової, займався перемонтажом стрічки для досягнення комерційного вигляду, та керував прокатною і маркетинговою кампаніями фільму.
У 2016 році пройшов дистанційне навчання в двох британських університетах: BFI (filmmaking), та THE OPEN UNIVERSITY (продюсерський курс). У цьому ж році Олександр зняв повнометражну детективну стрічку «Конкурсант. Смертоносне шоу», за участю найкращих співаків проекту «Голос» та золотого голосу країни Олександра Пономарьова, та організував український прокат цього фільму. У 2017 році розпочато роботу над новим фільмом Олександра — кінокомедією «СОТКА», зйомки стартували 1 квітня 2017 року у всесвітній день гумору.

### Особисте життя
Олександр має дружину Юлію, сина Іллю та доньку Катерину.

## Фільмографія
| 2013 | Росія   | «У спорті тільки дівчата»            |            |            | Green tick |            |               | в титрах не вказано          |
| 2014 | Україна | «Не спати! Або шкільний день бабака» | Green tick | Green tick | Green tick |            |               | короткометражка «Інтершколи» |
| 2014 | Україна | «Ти мене кохаєш?»                    |            |            | Green tick |            |               | в титрах не вказано          |
| 2016 | Україна | «Конкурсант. Смертоносне шоу»        | Green tick | Green tick | Green tick | Green tick | тренер Тараса | екшн-детектив                |
| 2018 | Україна | «СОТКА»                              | Green tick | Green tick | Green tick | Green tick | оперативник   | комедія                      |
| 2020 | Україна | «Гола правда»                        | Green tick | Green tick | Green tick | Green tick | TBA           | комедія                      |
| 2020 | Україна | «Нереальний КОПець»                  | Green tick | Green tick | Green tick | Green tick | TBA           | комедія                      |